# Jacaranda arborea
Jacaranda arborea Urb., es una especie de planta perteneciente a la familia  Bignoniaceae. 

## Hábitat
Es endémica de Cuba en Sagua-Baracoa. Está tratada en peligro de extinción por pérdida de hábitat. 

## Descripción
Es un pequeño árbol que se encuentra en bosques de pino y matorrales.

## Taxonomía
Jacaranda arborea fue descrita por Ignatz Urban y publicado en Plantae Aequinoctiales 1: 59, pl. 17. 1805[1808].
Etimología
Jacaranda: nombre genérico que proviene de su nombre nativo guaraní y significa "fragante";
arborea es un epíteto latíno que significa "con forma de árbol". 